# Talikota
Talikota (o Talikoti) è una città dell'India di 26.217 abitanti, situata nel distretto di Bijapur, nello stato federato del Karnataka. In base al numero di abitanti la città rientra nella classe III (da 20.000 a 49.999 persone).

## Geografia fisica
La città è situata a 16° 28' 60 N e 76° 19' 0 E e ha un'altitudine di 508 m s.l.m..

## Società

### Evoluzione demografica
Al censimento del 2001 la popolazione di Talikota assommava a 26.217 persone, delle quali 13.293 maschi e 12.924 femmine. I bambini di età inferiore o uguale ai sei anni assommavano a 3.928, dei quali 2.002 maschi e 1.926 femmine. Infine, coloro che erano in grado di saper almeno leggere e scrivere erano 16.230, dei quali 9.610 maschi e 6.620 femmine.